# 王得祿墓
23°31′19″N 120°18′27″E / 23.5218180468704°N 120.307365298723°E
王得祿墓，位於台灣嘉義縣六腳鄉雙涵村，墓主為大清從一品提督太子太保銜二等子爵王得祿，墓園面積1.92公頃，是台灣最大的墓園式古蹟，也是台灣國定古蹟之一。王得祿為清治台灣官位最高者，因此其陵寢按傳統清律例建造，氣勢頗為恢弘；除了墓地廣大外，另有石虎、石羊、石馬、石象、石翁仲等石象生等重要歷史文物。
1983年12月28日，中華民國內政部公告第一批15座一級古蹟名單，王得祿墓名列其中。
1997年5月，《文化資產保存法》修法後，不再區分為一至三級古蹟，而採用國定、直轄市定、縣市定三級。王得祿墓改為國定古蹟。

## 圖片集

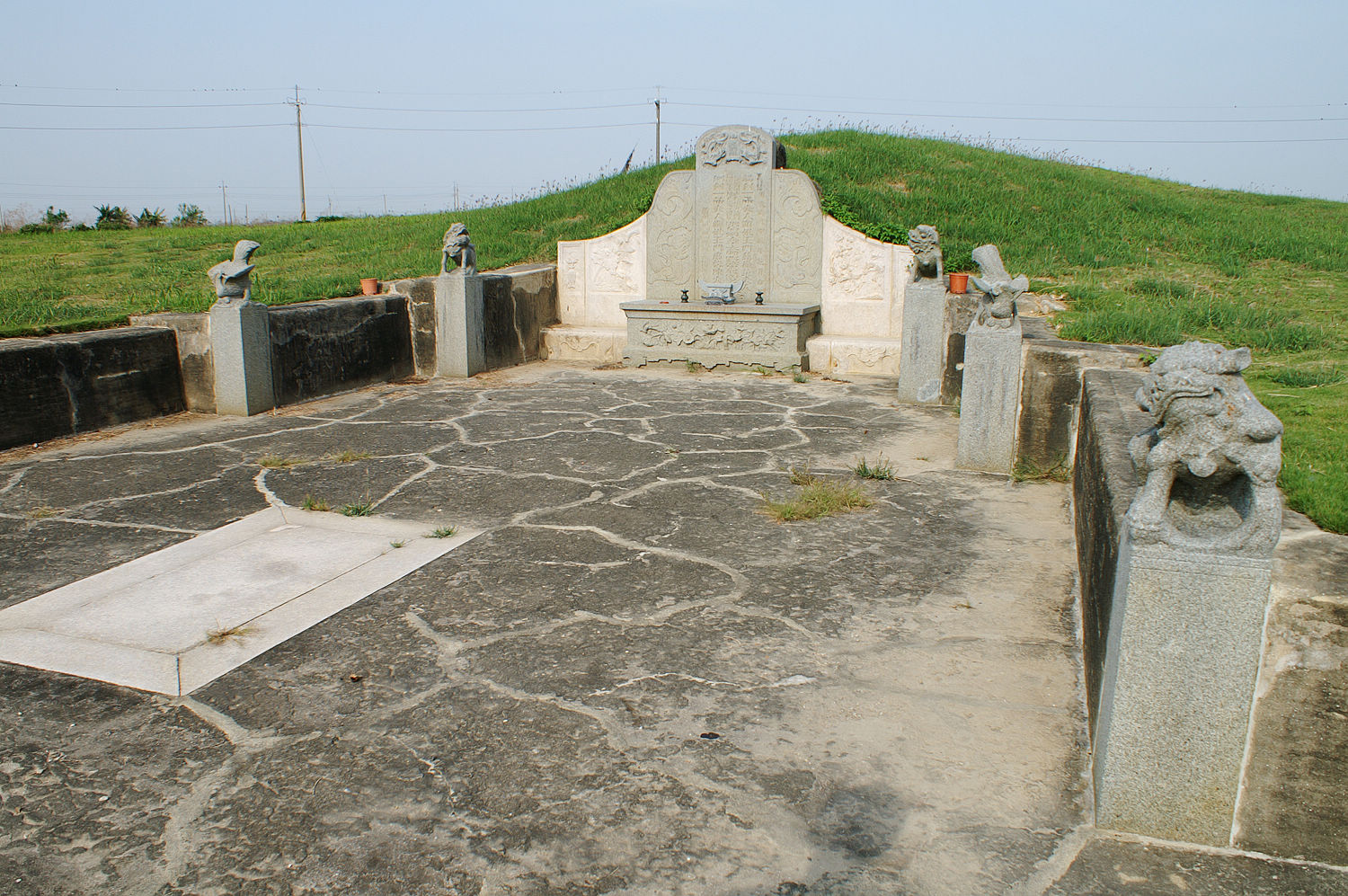
墓碑、左右墓手、寶城與墓埕
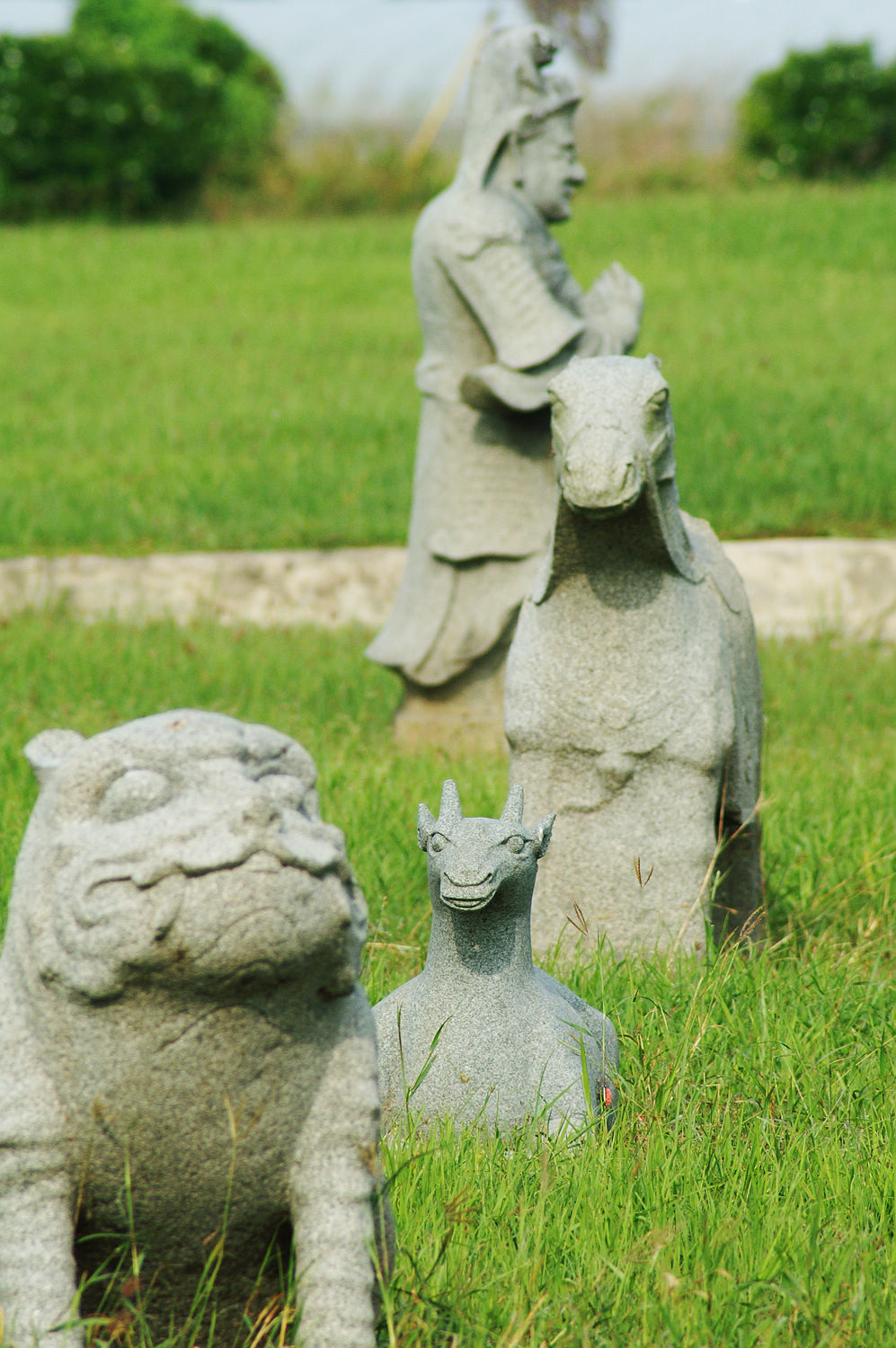
墓埕前石象生，由後到前分別為武石翁仲、馬、羊、虎
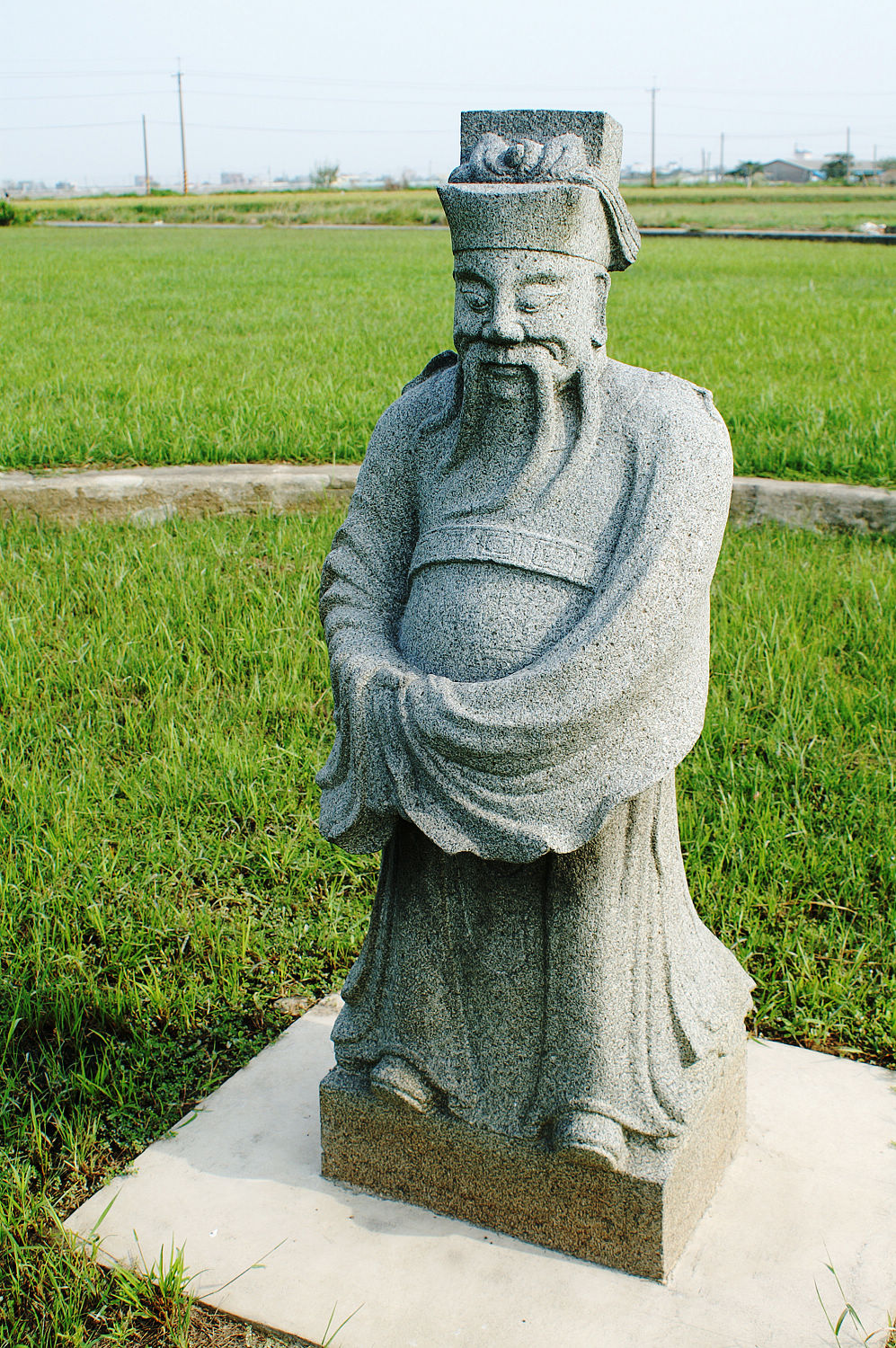
文石翁仲

## 外部連結
- 文化部文化資產局：王得祿墓 （页面存档备份，存于）